# 비진의의사표시
비진의의사표시(非眞意意思表示)는 표의자가 내심의 의사와 표시가 일치하지 않는다는 것을 알면서 하는 의사표시를 말하는 대한민국 민법의 개념이다. (민법 제107조)

## 요건
1. 사법상의 의사표시가 존재하여야 한다.
2. 진의와 표시가 불일치하여야 한다.
3. 진의와 표시의 불일치를 표의자가 인식하고 있어야 한다.
4. 비진의의사표시를 하는 이유나 동기는 상관없다.

## 효과
비진의 의사표시는 의사표시이므로 표시된 대로 효력을 가지나 상대방이 진의 아님을 알았거나 알 수 있었을 경우에는 무효이다. 제3자의 선의는 추정되므로 무효를 주장하는 자가 입증해야 한다.
비진의 의사표시의 직접 상대방이 선의이고 무과실이면 유효한 의사표시이므로 제3자는 선악 불문하고 보호된다. 비진의표시에 관한 민법 제107조는 계약은 물론 상대방 있는 단독행위에도 적용되나 가족법상의 행위, 주식인수의 청약, 어음행위, 공법행위, 소송행위,신분행위에는 적용되지 않는다.

## 관련 판례
- 2002다11458: 진의 아닌 의사표시에 있어서의 '진의'란 특정한 내용의 의사표시를 하고자 하는 표의자의 생각을 말하는 것이지 표의자가 진정으로 마음 속에서 바라는 사항을 뜻하는 것은 아니므로 표의자가 의사표시의 내용을 진정으로 마음 속에서 바라지는 아니하였다고 하더라도 당시의 상황에서는 그것이 최선이라고 판단하여 그 의사표시를 하였을 경우에는 이를 내심의 효과의사가 결여된 진의 아닌 의사표시라고 할 수 없다.

## 민법 107조의 의의
비진의표시를 규정한 민법 제107조 제1항의 취지는 “표의자의 내심의 의사와 표시된 의사가 일치하지 아니한 경우에는 표의자의 진의가 어떠한 것이든 표시된 대로의 효력을 생기게 하여 거짓의 표의자를 보호하지 않는 반면에, 만약 그 표의자의 상대방이 표의자의 진의 아님에 대하여 악의 또는 과실이 있는 경우라면, 이 때에는 그 상대방을 보호할 필요가 없이 표의자의 진의를 존중하여 그 진의 아닌 의사표시를 무효로 돌리려는 데 있다.”  (대판 1987.7.7. 86다카1004)

## 같이 보기
- 의사표시
- 통정허위표시